# Каменная Горка (Минская область)

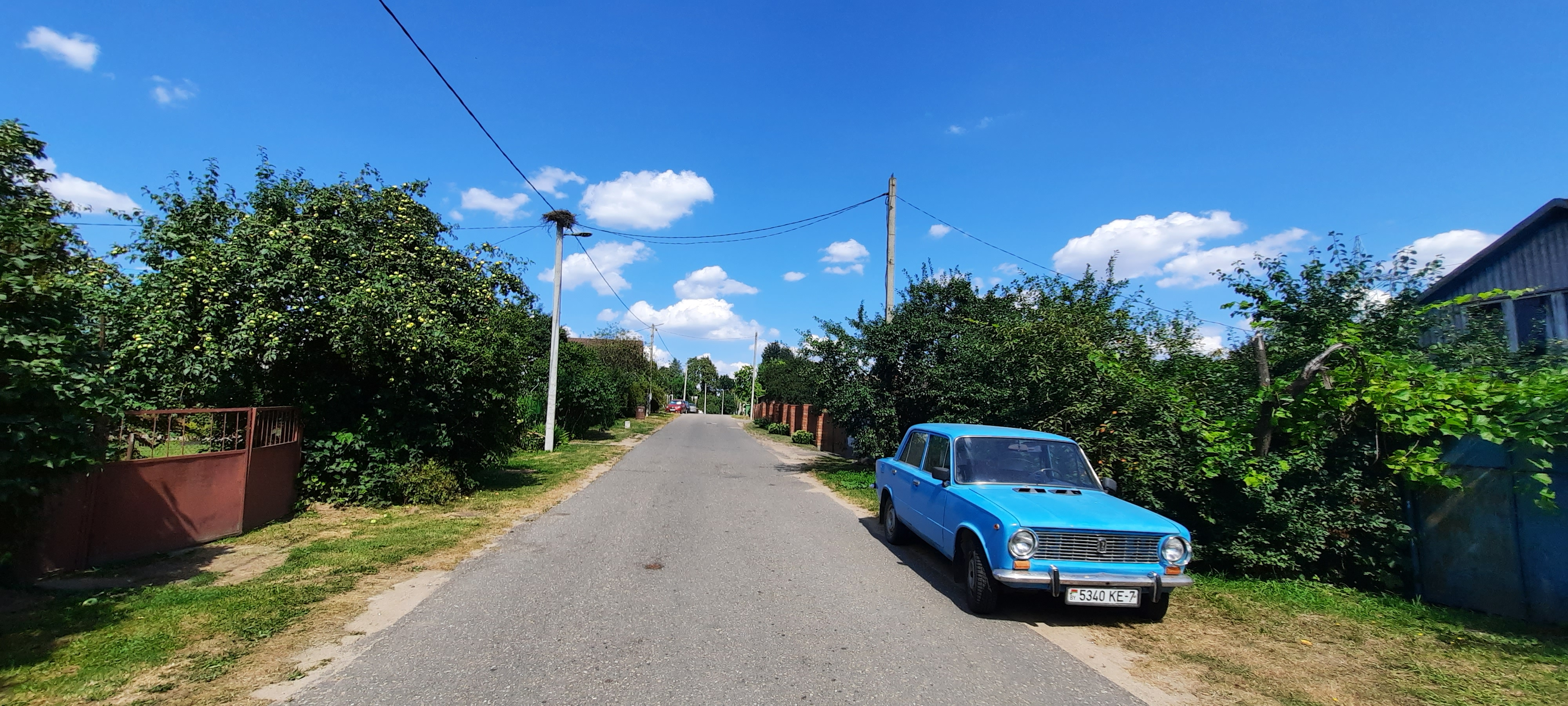
Улица Каменной горки

Каменная Горка (бел. Каменная Горка) — деревня в Ждановичском сельсовете Минского района Минской области Белоруссии, в 1 км на запад от Минска.

## История

### В составе Российской империи
В 1815 году — деревня, 5 душ муж.пола, собственность Лиходиевского, в Минском уезде и губернии.
В 1858 году — 11 жителей муж.пола, собственность Павловской.
В 1897 году — двор, 21 житель, в Старосельской волости Минского уезда.

### После 1917
С 20.8.1924 — в Ратомском с/с. С 20.1.1960 — в Ждановичском сельсовете. В 2010 году было 39 хозяйств, 83 жителя.